# Seigné
Seigné – miejscowość i gmina we Francji, w regionie Nowa Akwitania, w departamencie Charente-Maritime.
Według danych na rok 1990 gminę zamieszkiwało 117 osób, a gęstość zaludnienia wynosiła 18 osób/km² (wśród 1467 gmin regionu Poitou-Charentes Seigné plasuje się na 876. miejscu pod względem liczby ludności, natomiast pod względem powierzchni na miejscu 1011.).